# 21.º governo republicano (Portugal)

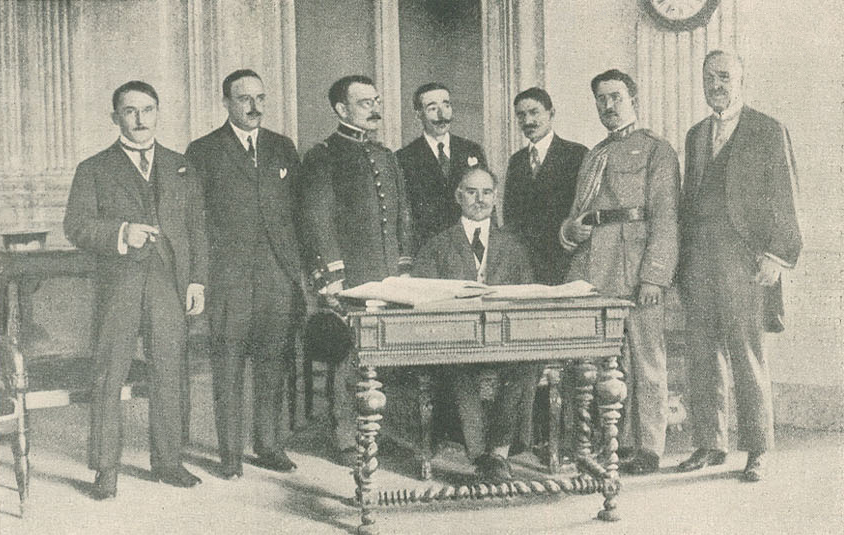
O gabinete ministerial de Sá Cardoso, fotografado após a tomada de posse em 1919

O 21.º governo da Primeira República Portuguesa foi nomeado a 29 de junho de 1919 e exonerado a 15 de janeiro de 1920, sendo no mesmo dia reempossado devido à queda do governo de Francisco Fernandes Costa que havia sido nomeado e exonerado nesse dia sem tomar posse. O 21.º governo republicano manteve-se sempre em funções, tendo a sua exoneração de 15 de janeiro sido anulada, sendo apenas efetivamente exonerado a 21 de janeiro de 1920, cinco dias depois. Foi liderado por Alfredo de Sá Cardoso.
A sua constituição era a seguinte:
| Cargo                               | Detentor                                            | Detentor                                                      | Período                                       |
| ----------------------------------- | --------------------------------------------------- | ------------------------------------------------------------- | --------------------------------------------- |
| Presidente do Ministério            |                                                     | Alfredo de Sá Cardoso (1864–1950)                             | 29 de junho de 1919 a 15 de janeiro de 1920   |
| Presidente do Ministério            | Alfredo de Sá Cardoso (reconduzido) (1864–1950)     | 15 de janeiro de 1920 a 21 de janeiro de 1920                 |                                               |
| Ministro do Interior                |                                                     | Alfredo de Sá Cardoso (1864–1950)                             | 29 de junho de 1919 a 15 de janeiro de 1920   |
| Ministro do Interior                | Alfredo de Sá Cardoso (reconduzido) (1864–1950)     | 15 de janeiro de 1920 a 21 de janeiro de 1920                 |                                               |
| Ministro da Justiça e dos Cultos    |                                                     | Artur Lopes Cardoso (1881–1968)                               | 29 de junho de 1919 a 15 de janeiro de 1920   |
| Ministro da Justiça e dos Cultos    | Artur Lopes Cardoso (reconduzido) (1881–1968)       | 15 de janeiro de 1920 a 21 de janeiro de 1920                 |                                               |
| Ministro das Finanças               |                                                     | Francisco Rego Chaves (1881–1941)                             | 29 de junho de 1919 a 3 de janeiro de 1920    |
| Ministro das Finanças               |                                                     | António Maria da Silva (1872–1950)                            | 3 de janeiro de 1920 a 15 de janeiro de 1920  |
| Ministro das Finanças               | António Maria da Silva (reconduzido) (1872–1950)    | 15 de janeiro de 1920 a 21 de janeiro de 1920                 |                                               |
| Ministro da Guerra                  |                                                     | Hélder Ribeiro (1883–1973)                                    | 29 de junho de 1919 a 15 de janeiro de 1920   |
| Ministro da Guerra                  | Hélder Ribeiro (reconduzido) (1883–1973)            | 15 de janeiro de 1920 a 21 de janeiro de 1920                 |                                               |
| Ministro da Marinha                 |                                                     | Alfredo Rodrigues Gaspar (interino) (1865–1938)               | 29 de junho de 1919 a 6 de julho de 1919      |
| Ministro da Marinha                 |                                                     | Silvério da Rocha e Cunha (1876–1944)                         | 6 de julho de 1919 a 15 de janeiro de 1920    |
| Ministro da Marinha                 | Silvério da Rocha e Cunha (reconduzido) (1876–1944) | 15 de janeiro de 1920 a 21 de janeiro de 1920                 |                                               |
| Ministro dos Negócios Estrangeiros  |                                                     | Alfredo de Sá Cardoso (interino) (1864–1950)                  | 29 de junho de 1919 a 12 de julho de 1919     |
| Ministro dos Negócios Estrangeiros  |                                                     | João de Melo Barreto (1873–1935)                              | 12 de julho de 1919 a 15 de janeiro de 1920   |
| Ministro dos Negócios Estrangeiros  | João de Melo Barreto (reconduzido) (1873–1935)      | 15 de janeiro de 1920 a 21 de janeiro de 1920                 |                                               |
| Ministro do Comércio e Comunicações |                                                     | Ernesto Navarro (1876–1938)                                   | 29 de junho de 1919 a 15 de janeiro de 1920   |
| Ministro do Comércio e Comunicações | Ernesto Navarro (reconduzido) (1876–1938)           | 15 de janeiro de 1920 a 21 de janeiro de 1920                 |                                               |
| Ministro das Colónias               |                                                     | Alfredo Rodrigues Gaspar (1865–1938)                          | 29 de junho de 1919 a 3 de janeiro de 1920    |
| Ministro das Colónias               |                                                     | Álvaro de Castro (1878–1928)                                  | 3 de janeiro de 1920 a 15 de janeiro de 1920  |
| Ministro das Colónias               |                                                     | Alfredo de Sá Cardoso (interino) (1864–1950)                  | 3 de janeiro de 1920 a 7 de janeiro de 1920   |
| Ministro das Colónias               |                                                     | Álvaro de Castro (reconduzido) (1878–1928)                    | 15 de janeiro de 1920 a 21 de janeiro de 1920 |
| Ministro da Instrução Pública       |                                                     | Joaquim José Oliveira (1880–1935)                             | 29 de junho de 1919 a 15 de janeiro de 1920   |
| Ministro da Instrução Pública       | Joaquim José Oliveira (reconduzido) (1880–1935)     | 15 de janeiro de 1920 a 21 de janeiro de 1920                 |                                               |
| Ministro do Trabalho                |                                                     | José Domingues dos Santos (1887–1958)                         | 29 de junho de 1919 a 15 de janeiro de 1920   |
| Ministro do Trabalho                | José Domingues dos Santos (reconduzido) (1887–1958) | 15 de janeiro de 1920 a 21 de janeiro de 1920                 |                                               |
| Ministro dos Abastecimentos         |                                                     | Ernesto Navarro (interino) (1876–1938)                        | 29 de junho de 1919 a 17 de setembro de 1919  |
| Ministro da Agricultura             |                                                     | César de Lima Alves (1866–1942)                               | 29 de junho de 1919 a 3 de janeiro de 1920    |
| Ministro da Agricultura             |                                                     | João Luís Ricardo (não empossado) (1875–1929)                 | 3 de janeiro de 1920 a 15 de janeiro de 1920  |
| Ministro da Agricultura             |                                                     | José Domingues dos Santos (interino) (1887–1958)              | 3 de janeiro de 1920 a 15 de janeiro de 1920  |
| Ministro da Agricultura             |                                                     | João Luís Ricardo (reconduzido; não empossado) (1875–1929)    | 15 de janeiro de 1920 a 21 de janeiro de 1920 |
| Ministro da Agricultura             |                                                     | José Domingues dos Santos (interino; reconduzido) (1887–1958) | 15 de janeiro de 1920 a 21 de janeiro de 1920 |